# Culicoides tobaensis
Culicoides tobaensis är en tvåvingeart som beskrevs av Tokunaga 1937. Culicoides tobaensis ingår i släktet Culicoides och familjen svidknott. Inga underarter finns listade i Catalogue of Life.